# Phineas F. Bresee
Phineas F. Breese (Franklin, 31 de Dezembro de 1838 — 13 de Novembro de 1915) foi um teólogo, religioso estadunidense e o principal responsável pela fundação da Igreja do Nazareno na cidade de Pilot Point (Texas), bem como da Universidade Nazarena de Point Loma, em San Diego. 

## Biografia
Phineas Breese nasceu nas proximidades de Franklin, Nova Iorque e ainda criança mudou-se com a família para o vilarejo de Davenport, onde anos mais tarde iria se converter ao Metodismo. Em 1857, Phineas ajudou sua família a se mudar para o estado de Iowa e iniciou sua vida ministerial pouco tempo depois. Entre 1857 e 1883, Phineas foi pastor e principal sacerdote das localidades de Chariton, Council Bluffs, Red Oak e Creston, servindo também como presidente (superindente distrital) desta região. Em 1883, Phineas mudou-se com a família para a Costa Oeste americana e foi selecionado pela First United Methodist Church.  